# Красний Клин (Рузаєвський район)
Кра́сний Клин (рос. Красный Клин, ерз. Красный Клин) — село у складі Рузаєвського району Мордовії, Росія. Входить до складу Архангельско-Голіцинського сільського поселення.

## Населення
Населення — 360 осіб (2010; 335 у 2002).
Національний склад (станом на 2002 рік):
- росіяни — 86 %